# Bugula apsteini
Bugula apsteini is een mosdiertjessoort uit de familie van de Bugulidae. De wetenschappelijke naam van de soort is voor het eerst geldig gepubliceerd in 1932 door Hasenbank.